# Droga wojewódzka nr 856
Droga wojewódzka nr 856 (DW856) – droga wojewódzka o długości 15 km leżąca na obszarze województwa podkarpackiego. Trasa ta łączy DW854 i DW855 przez Radomyśl nad Sanem.

## Miejscowości leżące na trasie DW856
- Antoniów (DW854)
- Radomyśl nad Sanem
- Dąbrowa Rzeczycka (DW855)